# Палата економіки Австрії
Палата економіки Австрії (нім. Wirtschaftskammer Österreich або WKÖ) — офіційно представляє і координує інтереси австрійської бізнес-спільноти на державному і міжнародному рівні.
Близько 300 000 підприємств відповідно до закону в обов'язковому порядку входять до складу Палати економіки Австрії.